# Informační management
Jako informační management nebo též information management či řízení informací se označuje podobor managementu, která se zabývá sběrem, zpracováním, řízením a distribucí informací k jednomu nebo více uživatelům. V rámci podniku se jedná o využívání informací pracovníky jednotlivých odděleních. To zahrnuje plnění požadavků na informace s ohledem na práva přístupu k informacím. Managementem se proto rozumí organizace a kontrola nad plánováním organizace, řízení, zpracování a vyhodnocování informačních aktivit za účelem splnění cílů klienta. Stručně řečeno, informační management s sebou nese organizování, vyhledávání, získávání, zajištění a udržení informací. Úzce souvisí s řízením podniku a se správou dat.
Existuje více definic informačního managementu. Například Matthew Hinton ho v roce 2006 definoval takto: „Informační management je vědomý proces, při němž jsou shromažďována data, která jsou využívána pro podporu rozhodování a řídících procesů na všech úrovních řízení podniku.“
Nadstavbou informačního managementu je management znalostí.

## Technologické pojetí správy informací
Informací potřebných pro chod podniku je mnoho a stále narůstají. Lidské schopnosti na zpracování všech informací jsou omezené z důvodu kapacity a časové náročnosti. Proto je třeba využívat nejnovější technologie a systémy. Informační management má za úkol standardizovat postupy a procesy při nakládání s těmito informacemi.
Systém pro správu informací řeší následující problémy
- získání a zpracování
- dostupnost
- kategorizace, indexace
- přístupová práva
- oběh dokumentů
- aktualizace
- archivace

Informace se dají získat z vnějších (externích) nebo vnitřních (interních) zdrojů. Vnějšími zdroji jsou například veřejné rejstříky, databáze, tiskoviny, odborná periodika, internet apod., z nich se dají získat obecné technické, ekonomické, právní informace. Vnitřními zdroji jsou zejména interní dokumenty, které vytvořili samotní pracovníci a které je třeba je archivovat a poskytnout spolupracovníkům – zprávy, hlášení, výkazy atd. Některé informace podnik vytváří povinně a v předepsané formě – účetnictví firmy, audit, bezpečnost práce, statistické výkazy pro státní statistický úřad, technické a hygienické atesty zboží atd.
Na zpracování informací jsou v podnicích využívány specializované hardwarové a softwarové prostředky. Standardním vybavením je firemní počítačová síť, datové úložiště s automatickou zálohou, tiskové centrum a specializovaná softwarová nadstavba.

## Management informačních potřeb podniku
Informační management lze vidět z pohledu nejen samotných dat, ale i z pohledu osob, které s nimi pracují. Jde o pojetí „informace“ v moderním pracovním dění. Pracovníci na všech úrovních podniku mají specifické potřeby a požadavky na přístup k informacím a z toho lze odvodit potřeby nastavení a managementu informací v podniku. Informační management spolurozhoduje, jaké formy komunikace, jaké techniky, které informace a které poznatky se pro dosažení cílů organizace jeví jako racionální.

## Informační systémy pro manažery

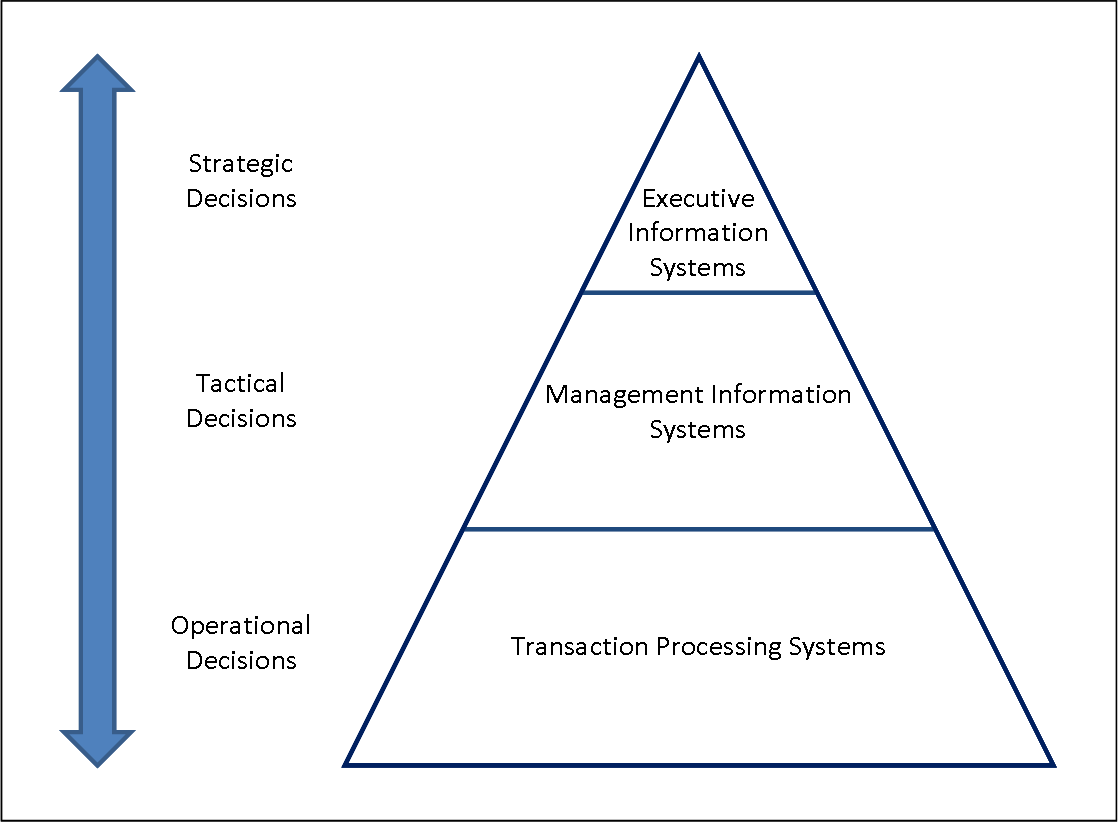
TPS, MIS a EIS

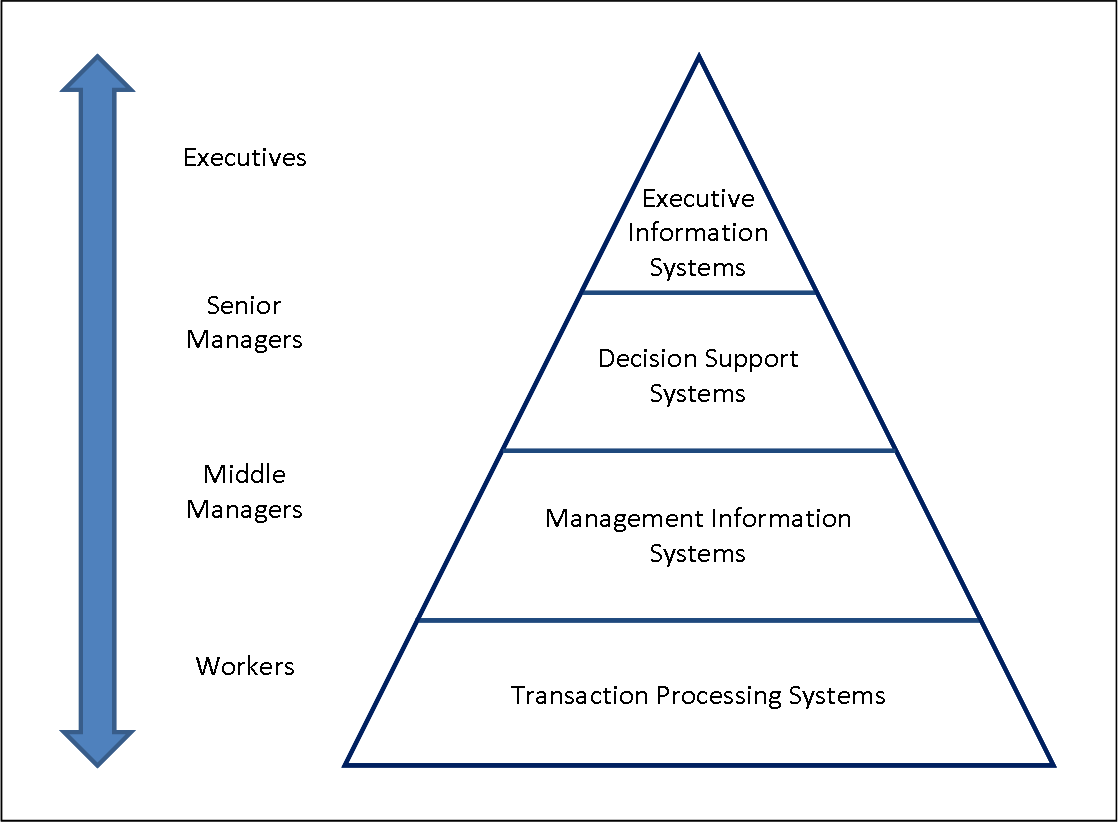
TPS, MIS, DSS a EIS

S pojmem informační management souvisí pojem informační systém.
Manažeři využívají v rámci podniku při procesech rozhodování, řízení projektů, procesů a týmů různé druhy informačních systémů. Ty jsou úzce spjaty s lidmi. Informační systém se skládá ze systému na podporu provozu podniku a umožňuje shromažďovat data, která jsou dále využita dalšími systémy.
Podle úrovně řízení se rozlišují následující informační systémy pro manažery:
- transakční systémy (TPS) – jsou určeny pro liniový management
- manažerské informační systémy (MIS) – jsou určeny pro management druhého stupně
- systémy pro podporu vrcholového vedení (EIS) – jsou určeny pro vrcholový management.

Ze systémů pro podporu vrcholového vedení se někdy vyčleňují ještě systémy pro podporu rozhodování (DSS) jakožto mezistupeň mezi MIS a EIS.

## Systémový přístup kvedení podniku
Informační management lze zahrnout pod úlohy vedení podniku a identifikaci problémů na úrovni vnitřní i vnější komunikace. Podle tohoto pojetí nelze informační management oddělit od procesu vedení podniku. Systémové přístupy poskytují metodické návody nejen pro řešení problémů, ale umožňují je řešit komplexně s ohledem k ostatním vlivům. Nakládání s informacemi v podniku je proto jeden z podstatných organizačních cílů, za který je vedení zodpovědné.